# سایشی کامی واک‌دار
سایشی کامی واکدار یا سایشی سخت‌کامی واکدار یک صامت است که در گفتار برخی از زبانهای جهان به کار می‌رود. نماد این همخوان در الفبای آوانگاری بین‌المللی ⟨ʝ⟩ است.